# みならい女神 プルプルんシャルム
『みならい女神 プルプルんシャルム』（みならいめがみ プルプルんシャルム）は、ジコウリュウ、キダニエルによる日本の漫画作品。『月刊少年シリウス』2012年11月号から2016年2月号まで連載。
インターネットラジオ番組『A&G NEXT GENERATION Lady Go!!』（文化放送・超!A&G+）の5人のパーソナリティが女子高生の“みならい女神”たちとなって、崩れた世界の調和を取り戻す!!……はずの日常系コメディ4コマ。文化放送と『月刊少年シリウス』によるクロスメディアプロジェクト。2012年7月、番組イベント「Lady Go!! second date 〜夏 ときどき 恋〜」にて発表された。

## みならい女神 プルプルんシャルムのわ
A&G NEXT GENERATION Lady Go!!内での共通コーナー。2012年8月6日開始、2015年9月4日終了。週替わりでお題となる1コマの絵が発表され、リスナーの投稿によって絵のふき出しに合うセリフを募集する。採用された投稿は番組内で発表され、最優秀賞に選出された投稿は『月刊少年シリウス』本誌に掲載される。

## 登場人物
パーソナリティの担当曜日は2012年7月時点。
有栖川 凛（ありすがわ りん）
声 - 三上枝織
金曜日パーソナリティ三上枝織の分身キャラクター。
県立深緑学園高等学校1年。おっちょこちょいでおバカな天然。これといった取り柄はないが、非常に勘が良く、霊感のごとき鋭さで幾度となく仲間の危機を救う。
たまに津軽弁が出る。
十六夜 花音（いざよい かのん）
声 - 大久保瑠美
水曜日パーソナリティ大久保瑠美の分身キャラクター。
私立黎明女学院付属女子高等学校1年。茶道部と筝曲部および華道部に所属している。先生や先輩などの年上から可愛がられる100%妹タイプキャラだが、計算高く腹黒い一面も。
宇佐美 陽菜（うさみ ひな）
声 - 小松未可子
火曜日パーソナリティ小松未可子の分身キャラクター。
県立深緑学園高等学校1年。凛のクラスメイトで幼稚園からの幼馴染み。人見知りで引っ込み思案だが、結構ほれっぽい。芯はしっかりしている。メガネはマストアイテム。
円城寺 結衣（えんじょうじ ゆい）
声 - 高森奈津美
木曜日パーソナリティ高森奈津美の分身キャラクター。
私立撫子女子高等学校2年。体操のオリンピック候補生で、部のキャプテンも務める。本人はあまり気にしていないが、かなりボリューミーで色っぽい。聡明なリーダー気質。
小此木 友美（おこのぎ ともみ）
声 - 上坂すみれ
月曜日パーソナリティ上坂すみれの分身キャラクター。
都立帝聖高等学校3年。どのような状況下においても冷静さを失わない、圧倒的な知力と驚異的な洞察力を有する天才。タイプ分けするならば「どSの姉さんタイプ」と言ったところ。
ロシア語を話すことがある。

## アニメ
日本テレビのテレビアニメ『てさぐれ!部活もの』とのコラボレーション作となるテレビアニメ『てさぐれ!部活もの すぴんおふ プルプルんシャルムと遊ぼう』が2015年4月から6月まで同局で放送された。

## 書誌情報
1. DVD付き：2014年4月7日発売[2]、ISBN 978-4-06-376438-3
  - 通常版：2015年3月9日発売[3]、ISBN 978-4-06-376536-6
2. 2015年4月9日発売[4]、ISBN 978-4-06-376541-0
3. 2015年4月9日発売[5]、ISBN 978-4-06-376542-7
4. 2016年2月9日発売[6]、ISBN 978-4-06-390602-8

## 関連商品
ドラマCDは2013年6月26日に加賀クリエイト（加賀電子子会社）より発売。